# St. Ansgarii (Bremen)

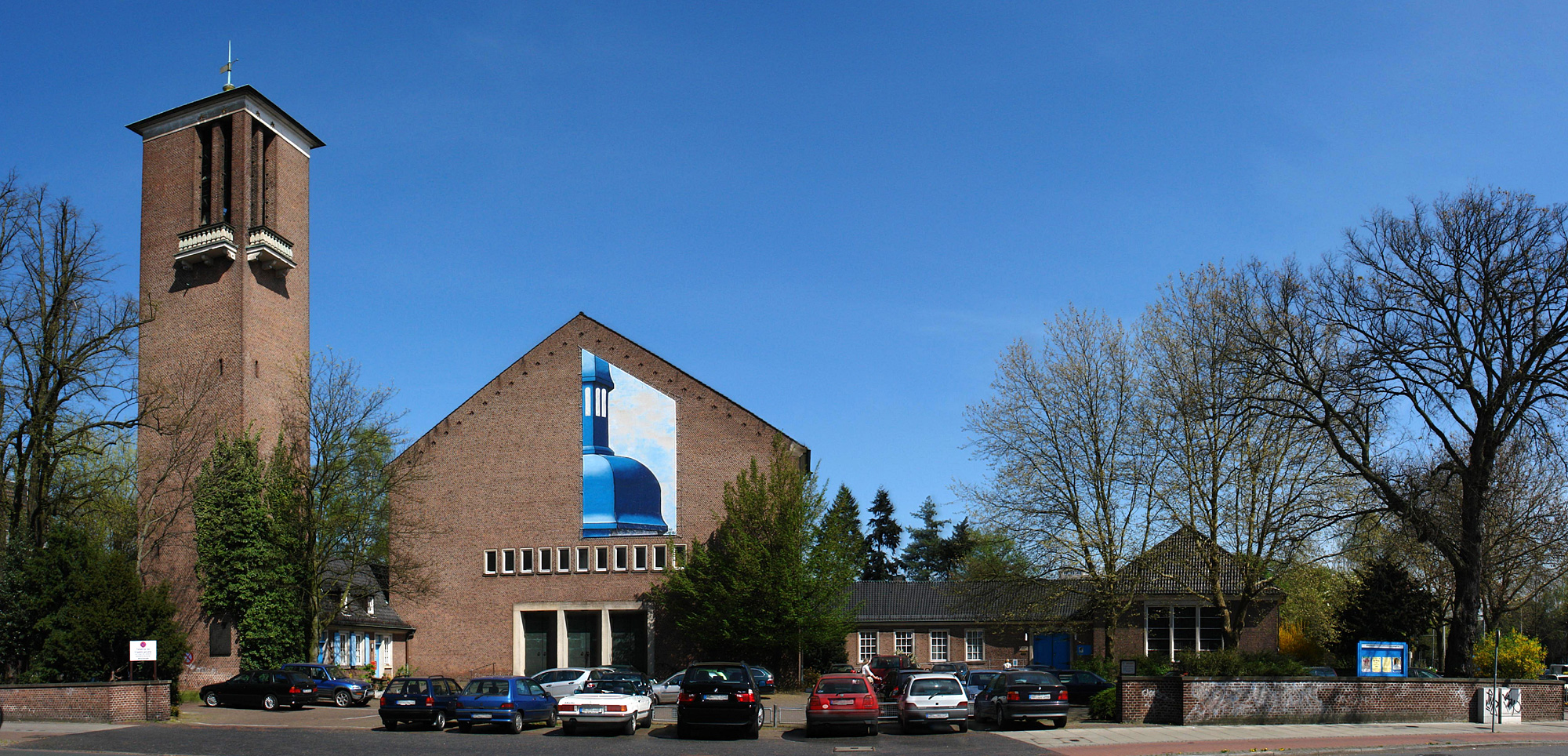
Neue Kirche und Gemeindehaus an der Hollerallee, 2007

St. Ansgarii ist eine evangelische Kirchengemeinde im Bremer Stadtteil Schwachhausen. Sie bildete historisch den Ausgangsort der Reformation in Bremen. Ihre aus dem Mittelalter stammende Kirche in der Bremer Altstadt war jahrhundertelang mit ihrem 98 Meter hohen Turm der höchste Punkt und ein Wahrzeichen der Stadt. Sie wurde im Zweiten Weltkrieg bei den Luftangriffen auf Bremen schwer beschädigt und die Ruine in den 1950er Jahren abgerissen. Gleichzeitig wurde das heute bestehende Gotteshaus an der Kreuzung Hollerallee/Schwachhauser Heerstraße in Schwachhausen errichtet.

## Geschichte

### Gründung

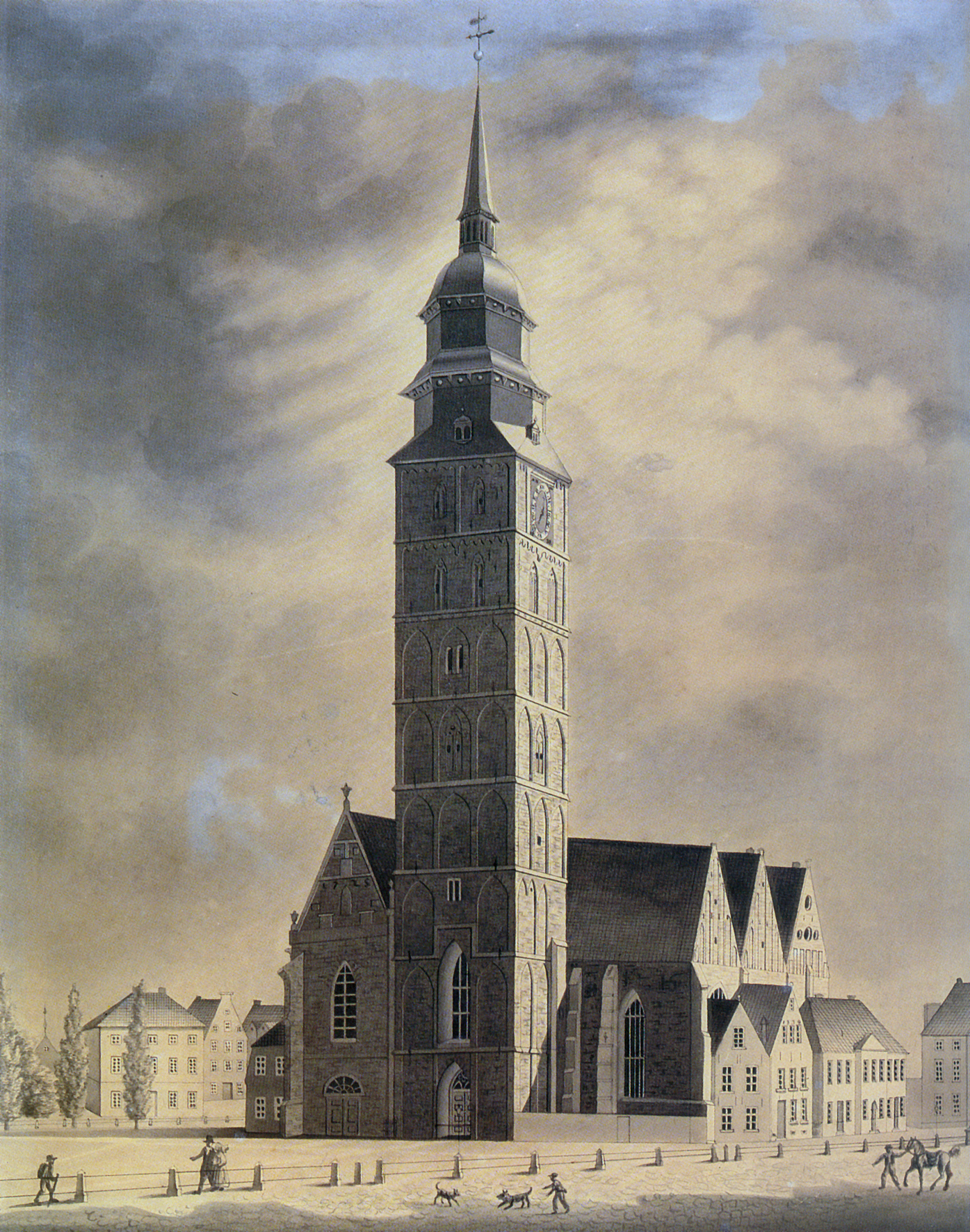
Die alte St.-Ansgarii-Kirche um 1839

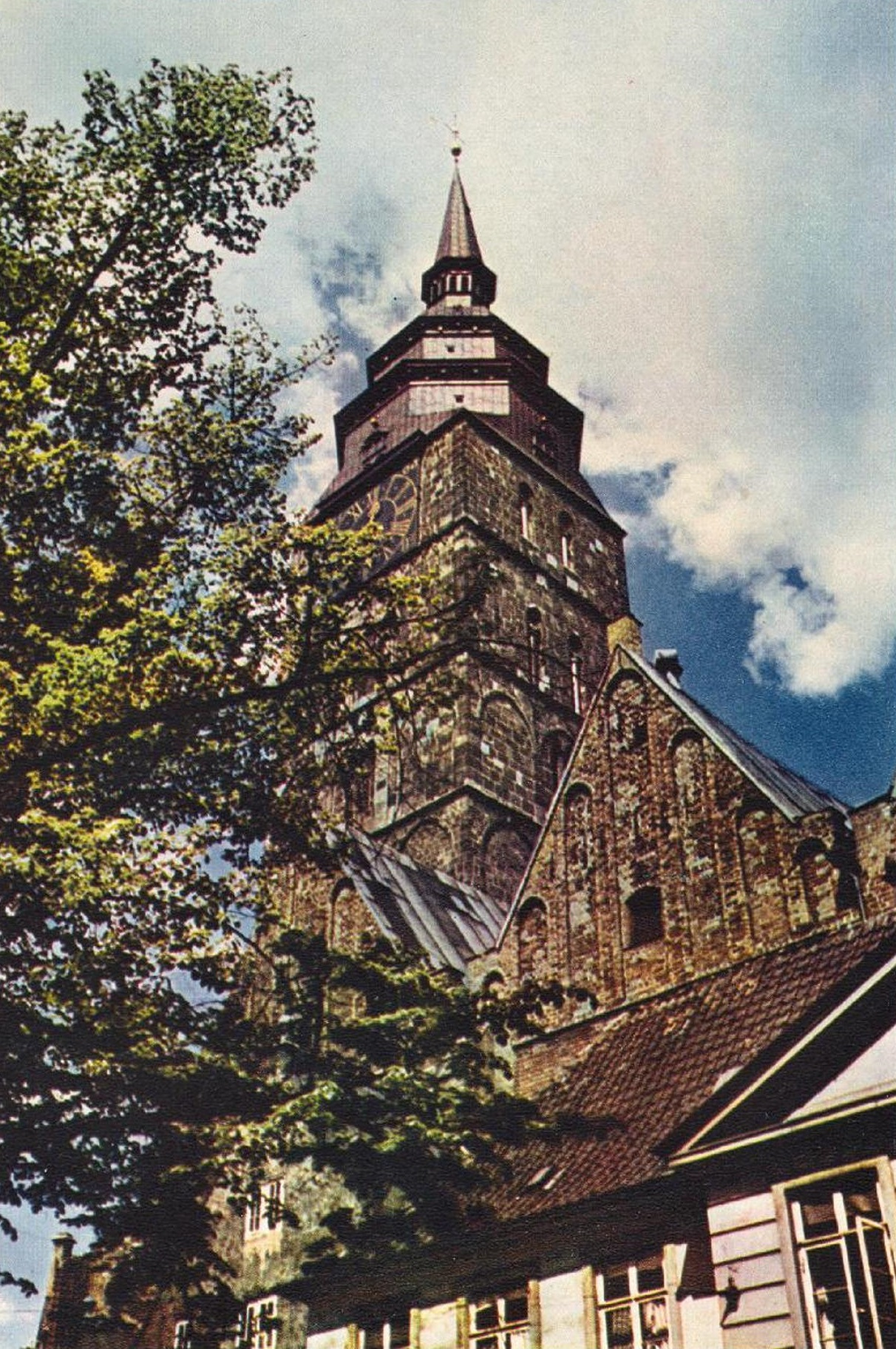
Farbfotografie Ende der 1930er Jahre

Name und Tradition von St. Ansgarii (St. Anscharii) reichen zurück in die Zeit um 850, als Bischof Ansgar Erzbischof von Bremen war und hier eine Stiftung für zwölf bedürftige Geistliche ins Leben rief. Erzbischof Hartwig II. richtete nun ein Kollegiatstift mit zwölf Kanonikern ein, mit dem Auftrag, auf dem einst für die Versorgung von Bedürftigen gestifteten „Gelände im Westen eine Basilika zu Ehren des heiligen Ansgar“ zu errichten. Zur Ausstattung des Stiftes gehörten nun außer drei Flächen des Hollerlandes die Kirchen in Horn, (Wasser-) Horst und Stuhr. Wohl nicht zuletzt auf Betreiben des Ansgarikapitels erteilte Papst Gregor IX., dem der Unmut der Bevölkerung Bremens über geistliche Unterversorgung zugetragen worden war, am 31. Juli 1227 dem Erzbischof Gerhard II. die Anweisung zu einer Aufteilung des Kirchspiels der Marktkirche St. Veit, heute Unser Lieben Frauen. Von diesem wurden mit der Neueinteilung von 1229 die Kirchspiele St. Ansgarii und St. Martini abgetrennt.

### Reformation
Als Ausgangspunkt der Reformation in dieser Stadt, damit für die St.-Ansgarii-Gemeinde und für die Geschichte Bremens von theologisch-historischer Bedeutung, gilt eine Predigt des holländischen Augustinermönchs Heinrich von Zütphen, einem Mitstreiter und Freund Martin Luthers, vom 9. November 1522 in der südlichen Chorseitenkapelle der St.-Ansgarii-Kirche. Dessen Worte hatten nicht nur in der breiten Bevölkerung, sondern auch bei Angehörigen des Bremer Rates offene Ohren gefunden. Die Geistlichkeit, gegen die er gewettert hatte, protestierte daraufhin beim Erzbischof in Verden, worauf dieser unter Mithilfe seiner Verwandten aus Braunschweig sowie des dänischen Königs dem Rat der Stadt mit Krieg drohte. Die Überzeugungskraft von Zütphens war jedoch so groß, dass es schon 1525 in allen vier Stadtpfarren „reformierte“ Prediger gab; nur das Domkapitel bekannte sich erst später zu der neuen Lehre. Vom 16. bis 18. Jahrhundert war die Ansgarii-Gemeinde eine Hochburg des reformierten Glaubens (Christoph Pezel, Urban Pierius).

### Bremer Kirchenstreit
Im Juli 1840 fand in der St.-Ansgarii-Kirche der erste Bremer Kirchenstreit statt. Der Elberfelder reformierte pietistische Theologe und Erweckungsprediger Friedrich Wilhelm Krummacher hielt zwei Gastpredigten zu den Themen Gerichtstag über die Irrlehren und die Verfluchungspredigt. Gegner war der theologisch rationalistische Pastor Carl Friedrich Wilhelm Paniel, der von 1839 bis 1856 an der St. Ansgarii predigte. Er hielt drei Predigten als Antwort zu Krummacher. Der Streit fand ein breites Echo in Norddeutschland, u. a. berichtete mehrfach der junge Friedrich Engels. 22 Bremer Pastoren verfassten zudem ein Bekenntnis bremischer Pastoren, in dem sie sich einerseits zur pietistisch-konservativen Linie bekannten, jedoch andererseits den anmaßenden Ton Krummachers kritisierten. Nur drei Bremer Pastoren vertraten die rationalistische Linie.

### Ansgarii-Kirchspielschule
Die Schule war am Kollegiatstift im Haus Ansgariikirchhof Nr. 8 untergebracht, wo auch der Schullehrer wohnte, der zugleich Küster der Kirche war. Die Zahl der Schüler betrug 1848 etwa 170. Ein Neubau entstand 1856 am Ansgariikirchhof Nr. 14 als Anbau an der Nordseite der Kirche. 1863 unterrichteten dort 5 bis 6 Lehrer in sechs Klassenräumen 332 Schüler. Die Schule hatte zuletzt 210 Schüler in 6 Klassen, wurde 1895 vom Staat übernommen und dann aufgelöst. Das Gebäude, in dem später Organist und Küster wohnten, wurde am 1. September 1944 zerstört.
Der wohl bekannteste Lehrer an St. Ansgarii war der Schreib- und Rechenmeister Peter Koster. Sein Rechenbuch Die Bremer-Münze, 1664 geschrieben (etwa 120 Jahre nach Erscheinen der Rechenbücher von Adam Ries), war in mehreren Auflagen zirka 150 bis 180 Jahre im Gebrauch. Als eine herausragende geistige Leistung wird auch seine Bremische Chronik des 17. Jahrhunderts bezeichnet.

## Baugeschichte

### 1229 bis 1939

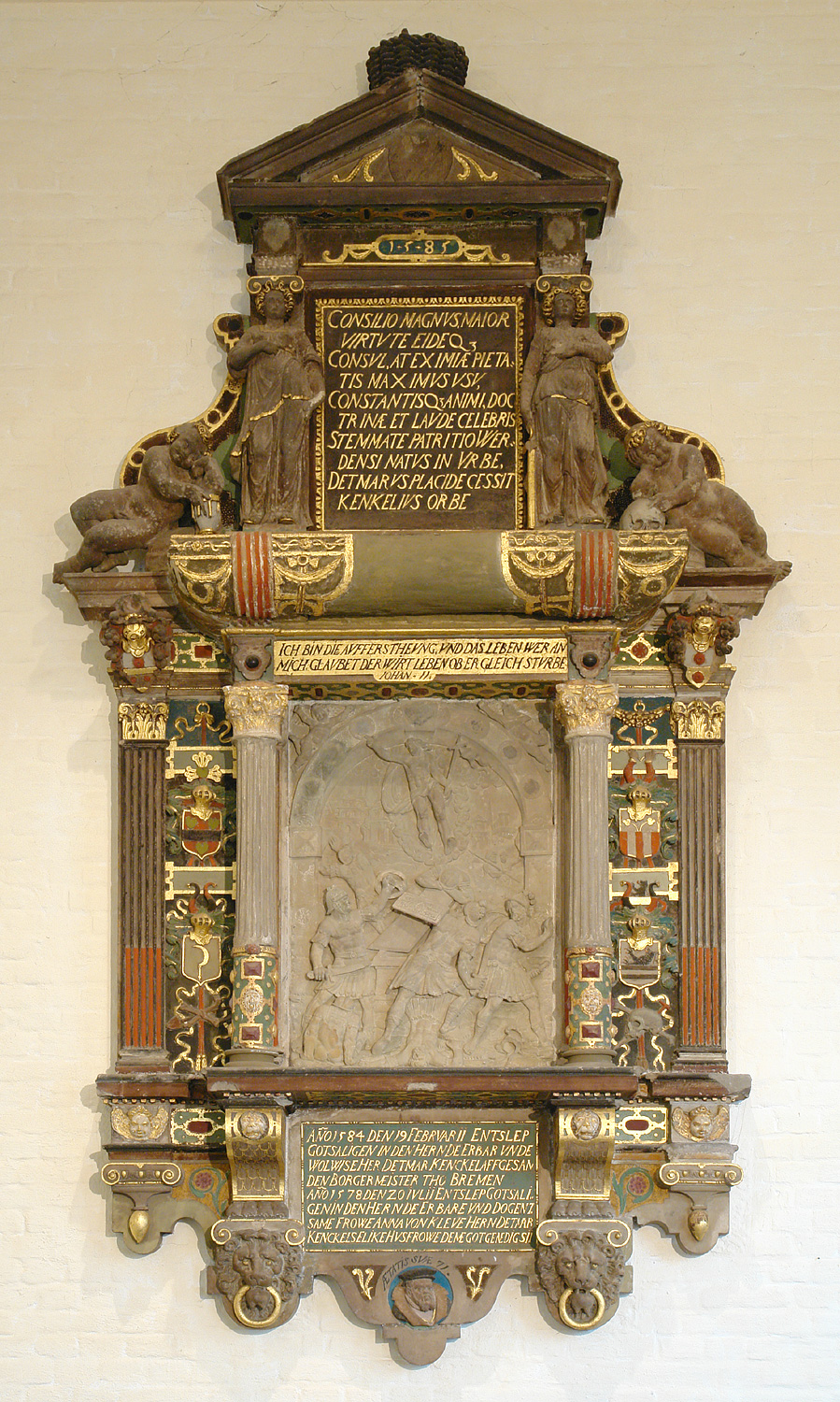
Epitaph des Detmar Kenckel († 1584), Bürgermeister

Position des historischen Kirchengebäudes: 53° 4′ 42,4″ N, 8° 48′ 13,1″ O

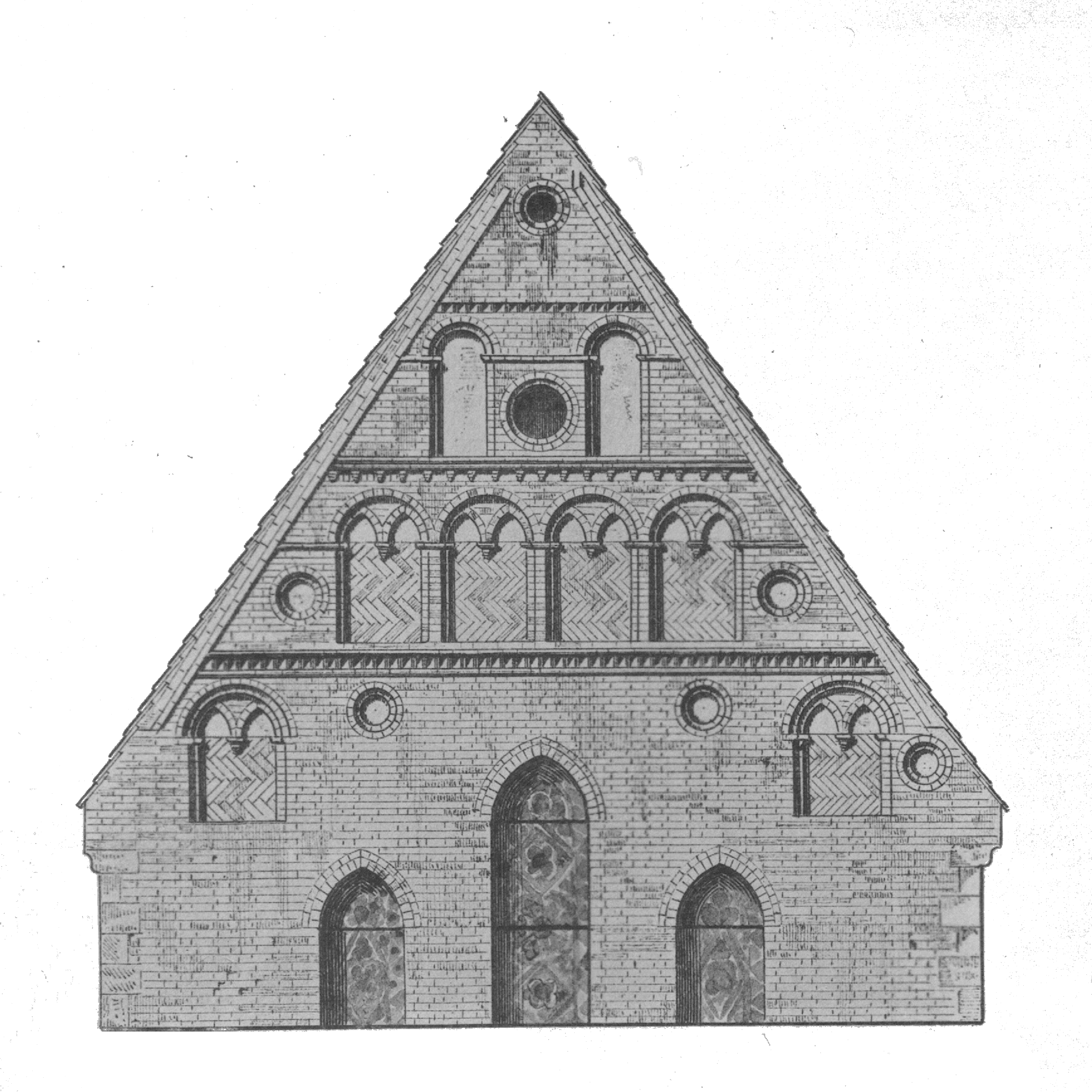
Oberer Teil des Chorgiebels, zeichnerische Aufnahme 1876

Für den Baubeginn der Kirche nehmen die meisten Autoren 1229 an, das Jahr der Kirchspieleinteilung daneben wird auch 1224 genannt. Sie wurde zunächst als Basilika errichtet und erhielt, in Bremen eine Ausnahme, zunächst einen Halbkreis-Chor mit Chorumgang. Sie wurde 1243 geweiht. Jedoch stürzte schon 1244 der Chor ein. Der neue Chor erhielt einen rechteckigen Grundriss und keinen Umgang, wie bei den anderen großen Kirchen Bremens. Die Große Ähnlichkeit des Chorgiebels mit dem von St. Stephani fiel schon Wilhelm von Bippen auf, der letzteren aber noch für romanisch rechtete. Der Turm an der Westseite wurde erst im 14. Jahrhundert vollendet. Gegen Ende desselben Jahrhunderts wurde das Schiff zu einer Hallenkirche umgebaut. Die fast quadratischen Grundrisse der vier alten Pfarrkirchen aus jeweils drei quadratischen Jochen, der lange Chor mit gerader Abschlusswand, die quer gestellten Dächer über den westlichen drei Jochen und zahlreiche Details in der Gestaltung der Innenräume wiesen auf westfälischen Einfluss hin (Westfälisches Quadrat). Das Kirchenschiff war schon als Basilika wie auch dann als Hallenkirche ein Backsteinbau. Die Südseite von Schiff und Chor war durch angebaute mehrstöckige Häuser verstellt. Der Turm, ebenfalls aus Ziegeln errichtet, war mit Portasandstein verblendet.
Mit dem Umbau zur Hallenkirche wurden die Wände ausgemalt und die Ausstattung mit Epitaphien nahm zu. Bedeutend war der figürliche Grabdeckel des 1304 erschlagenen Arnd von Gröpelingen, der sich heute im Focke-Museum befindet. An den 27 Altären lasen Chorherren und Vikare Messen.
Die geschichtsträchtige St.-Ansgarii-Kapelle entstand 1403–1422 an der Südseite des Chores.
Am Ende des 16. Jahrhunderts befand sich auf dem Turm die „Schlange“ St. Maria, ein Geschütz mit langem Rohr, aus dem Salut geschossen wurde. Beim Abfeuern 1580 bekam der Turm einen Riss, noch einmal wurde 1601 ein Schuss bei einem Fürstenbesuch abgegeben. Nach einem Brand 1590 erhielt der Turm eine welsche Haube und war mit 97 Metern der höchste in Bremen.

### Beschädigung von 1943
Bei einem Luftangriff im Zweiten Weltkrieg am 20. Dezember 1943 schlug eine Sprengbombe schräg unten in die Fundamente des Kirchturms. Rissbildungen und immer unbeherrschbarer werdende statische Probleme waren die Folge. Schließlich sank der Turm am 1. September 1944 in sich zusammen, wobei er die gesamte Westfront zertrümmerte und auch Teile des Mittelschiffs schwer in Mitleidenschaft zog. Bei dem Luftangriff vom 6. Oktober 1944 gingen vor allem die restlichen Dächer und Gewölbe zugrunde. Bei Kriegsende standen noch drei Außenwände, fast alle Giebel, sowie die Pfeiler und die Gurtbögen im Innern. Außerdem waren die Zütphen-Kapelle und das alte Schulhaus nördlich des Chores in ihren Umfassungsmauern erhalten. Bremen verlor mit dem höchsten Turm der Stadt ein Wahrzeichen seiner Silhouette.

### Wiederaufbau

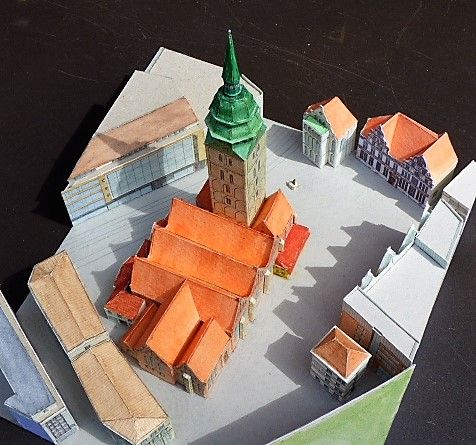
Ansgarikirchhof-Modell von Axel Spellenberg aus dem Jahre 2023 mit rekonstruierter Kirche

1946 warb der Bremer Baudirektor für eine Rekonstruktion des städtebaulich wünschenswerten Kirchturms. 1948 waren zwei Auffassungen erkennbar: Rekonstruktion oder Neubau an anderer Stelle.
Im Juli 1948 wurde an der Ecke Schwachhauser Heerstraße / Holler Allee im Auftrag der Ansgarii-Gemeinde und nach Plänen von Fritz Brandt eine Baracke der ehemaligen Organisation Todt zu einer Notkirche umgebaut. Claus Liske hielt als junger Pastor die Weihepredigt und führte u. a. aus: „Es ist besser, einen bescheidenen Raum mit dem Worte Gottes zu erfüllen als ein stolzes Gebäude zu besitzen, das leer bleibt.“

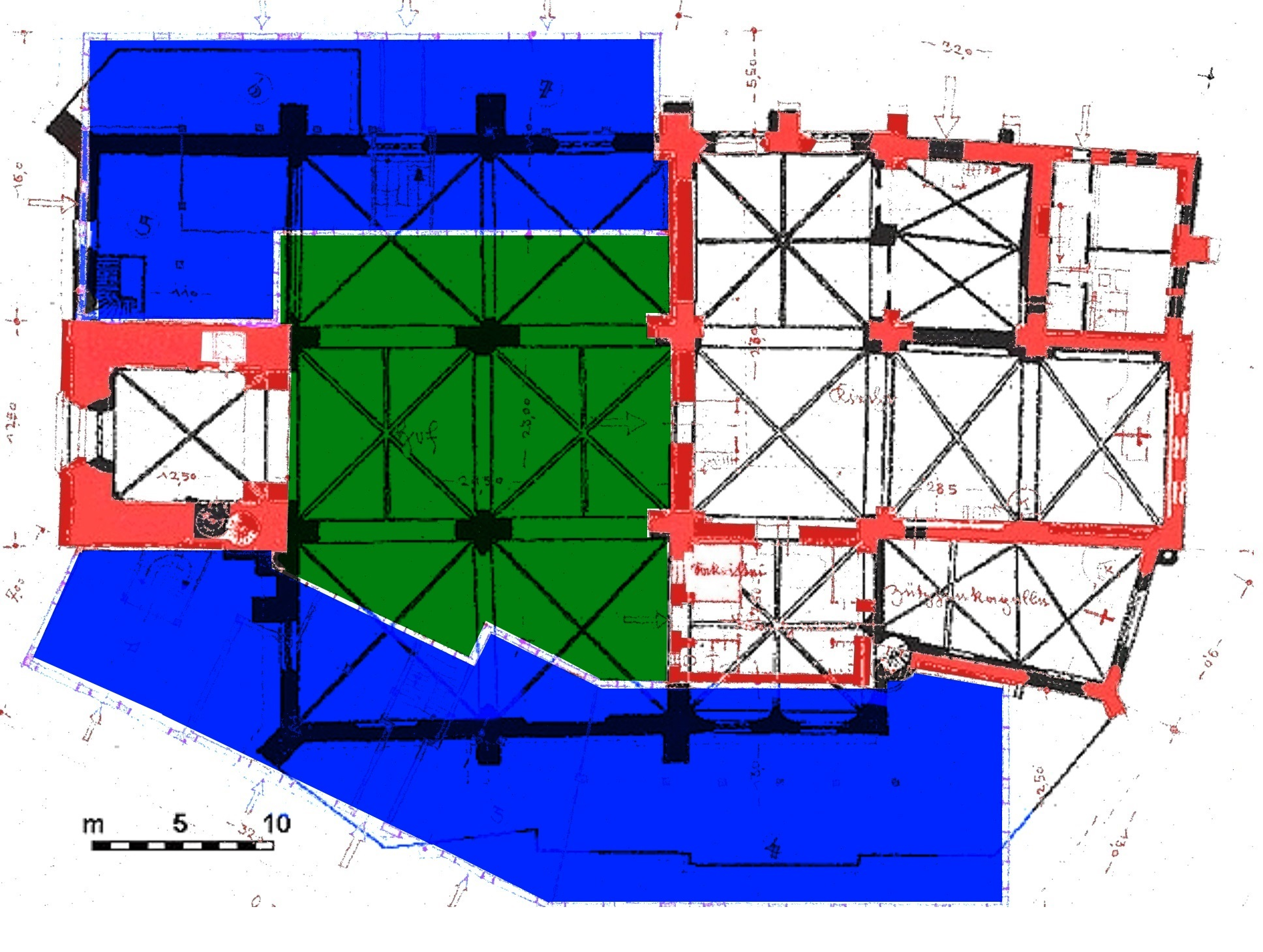
Brandt-Plan 1948 – Version ohne Querhaus-Südgiebel

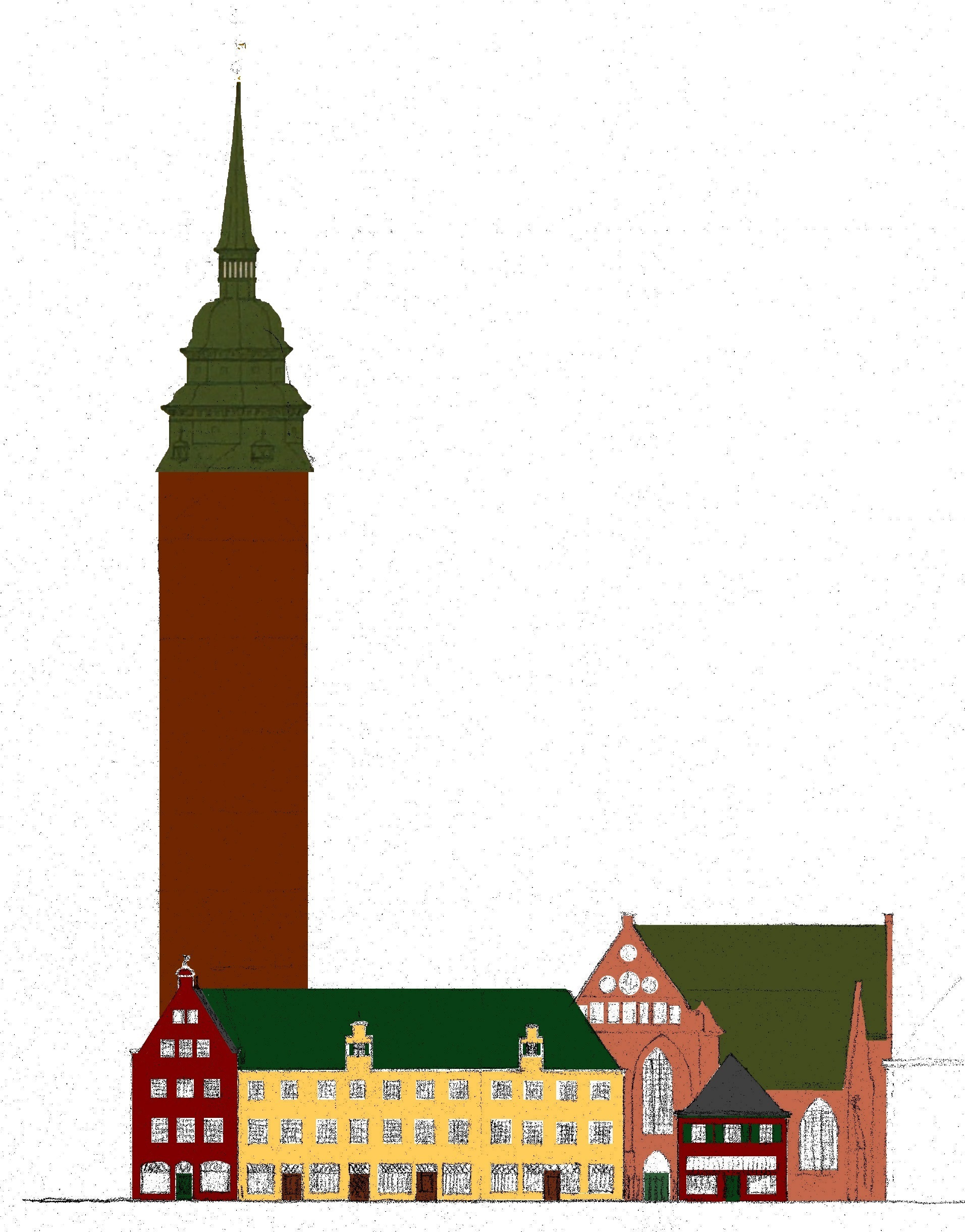
Brandt-Plan 1949 – Version mit Querhaus-Südgiebel

Fritz Brandt legte im November 1948 einen Plan vor, der einen partiellen Wiederaufbau der alten Kirche vorsah mit dem stadtbildprägenden Turm, einem Innhof anstelle der Joche westlich des Querhauses, umgeben von dreigeschossigen Geschäftshäusern. Der Hauptzugang zum Innenhof und Kirche sollte durch den Turm geführt werden. Durch eine Wand vor Vierung und Querhaus wäre die Kirche nach Westen hin zum neuen Innenhof abgeschlossen worden.
Die Gemeinde entschied sich dafür, auf dem Areal ihrer Notkirche ein neues Gotteshaus zu errichten.
1957 machte die Aufbaugemeinschaft Bremen den Vorschlag, die Ruine zu sanieren und zum zentralen Verwaltungssitz der Bremischen Evangelischen Kirche (BEK) zu machen. Dieser Vorschlag wurde von der BEK jedoch nicht befürwortet. Die Ruine wurde 1959 gegen den Widerstand von Teilen der Bevölkerung beseitigt und machte dem Neubau des Hertie-Kaufhauses Platz.
An den Kirchenbau an der Obernstraße erinnern heute der Name Ansgarikirchhof, die Ansgar-Säule von Kurt-Wolf von Borries auf dem Platz sowie die „Anschari-Passage“ an der Hutfilterstraße. Eine Platte auf der südöstlichen Ecke des Platzes weist auf den nahegelegenen Gauß’schen Punkt hin: den Ort der Turmspitze, die Carl Friedrich Gauß, Johann Hieronymus Schroeter, Heinrich Wilhelm Olbers und Friedrich Wilhelm Bessel als trigonometrischen Vermessungspunkt genutzt haben. Der Verein Anschari e. V. – Vereinigung für das historische Stadtbild Bremens setzt sich für den Wiederaufbau der Ansgarii-Kirche unter Abriss des Bremen Carees ein.

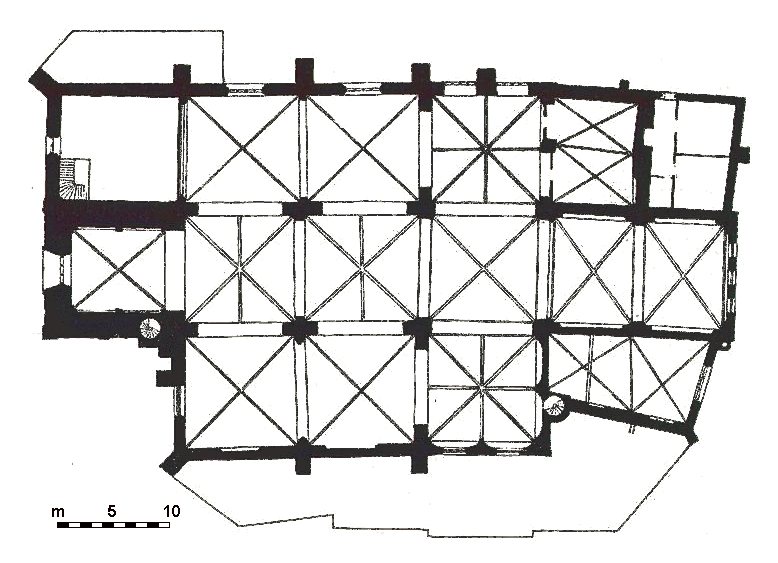
Grundriss der alten Ansgarikirche
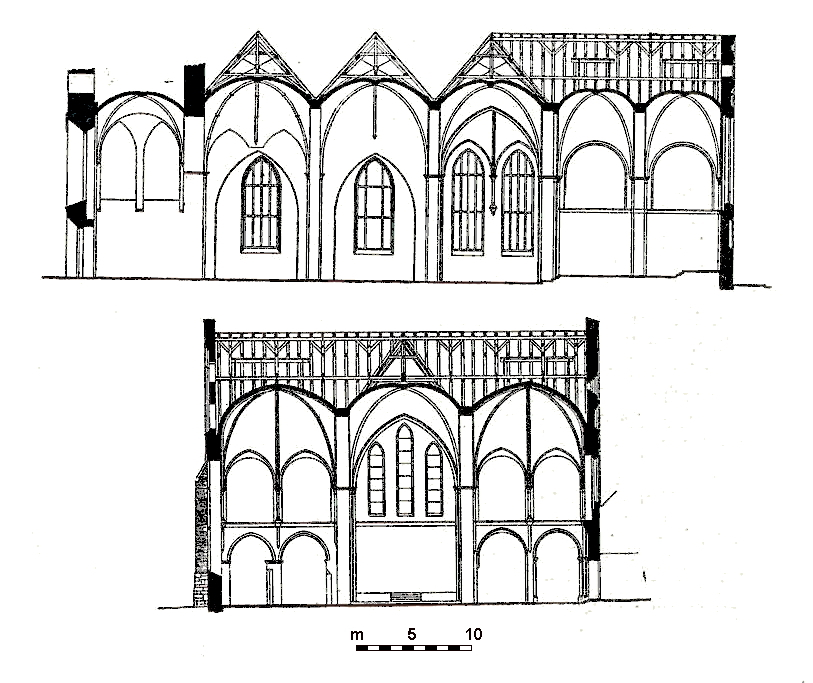
Längs- und Querschnitt des Kirchenschiffs
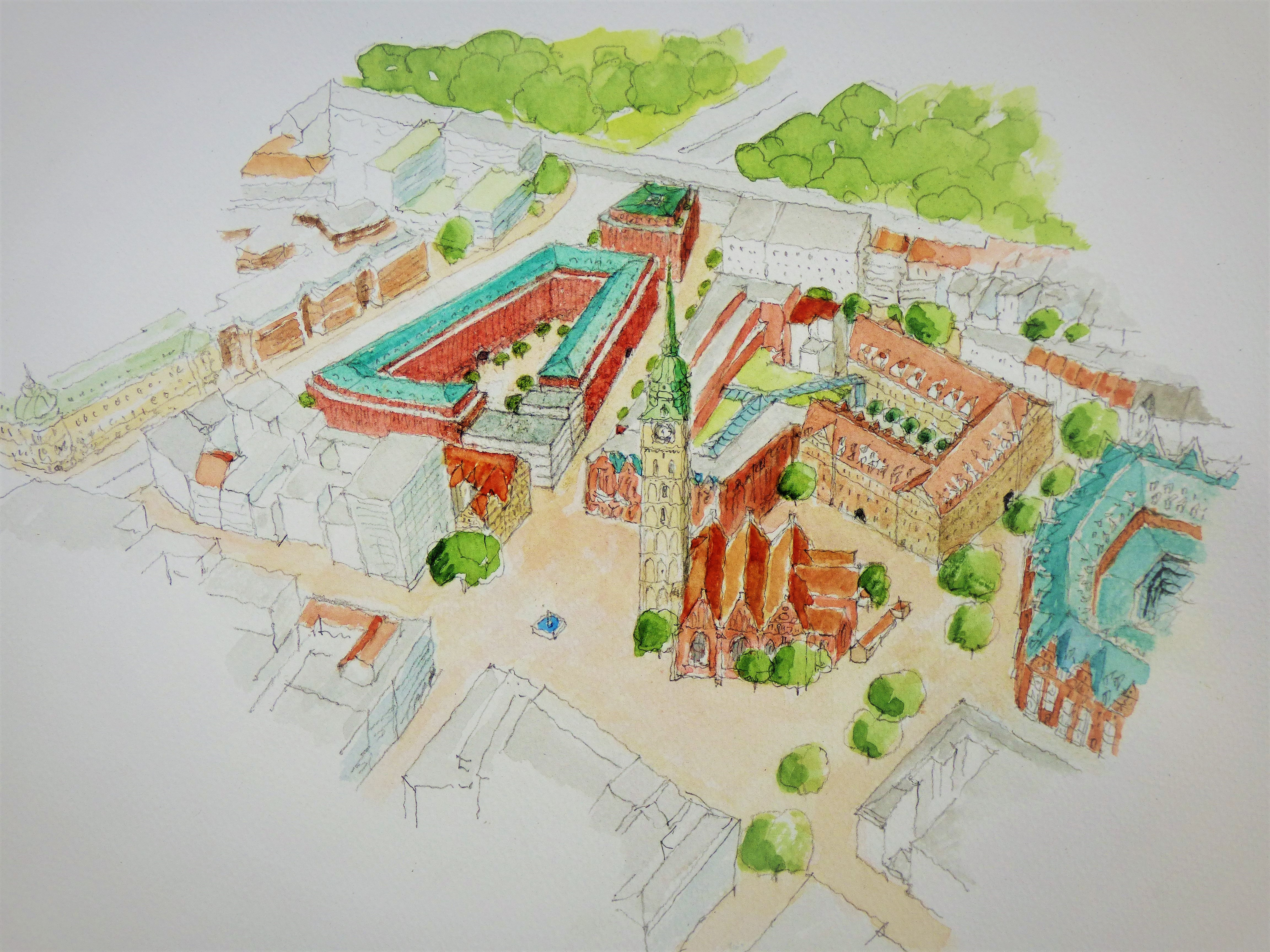
Entwurf von Axel Spellenberg (Anschari e. V. – Vereinigung für das historische Stadtbild Bremens) zum Wiederaufbau der historischen Kirche
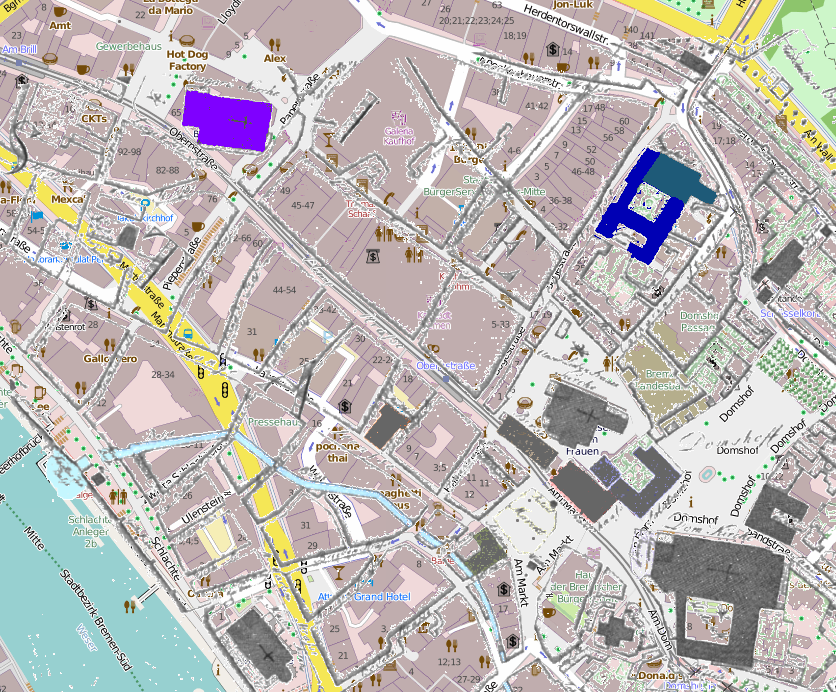
Ansgarikirche (lila), Überlagerung des Murtfeldt-Plans von 1796 mit dem heutigen Openstreetmap-Plan
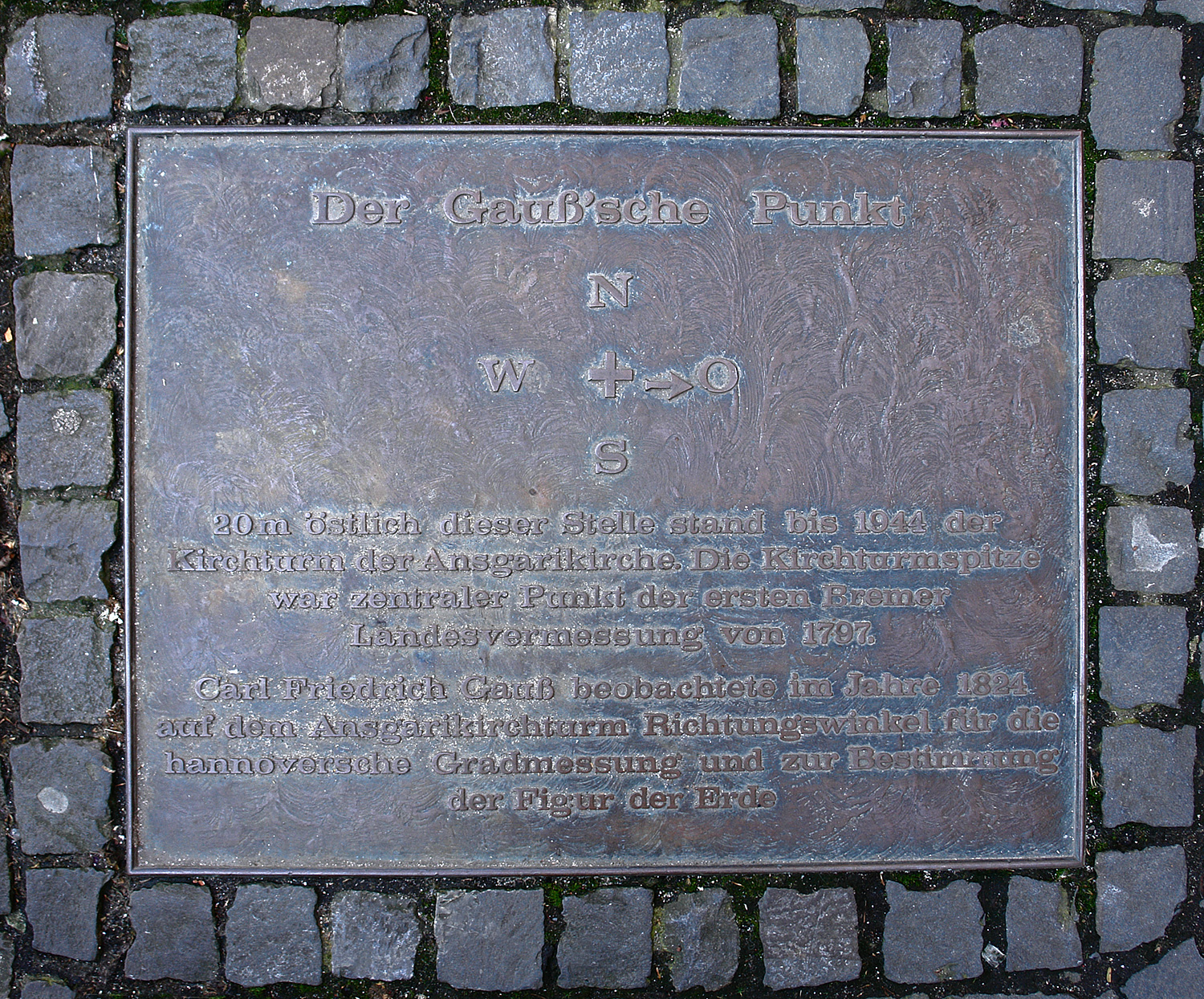
Der Gauß’sche Punkt

## Die neue Ansgariikirche

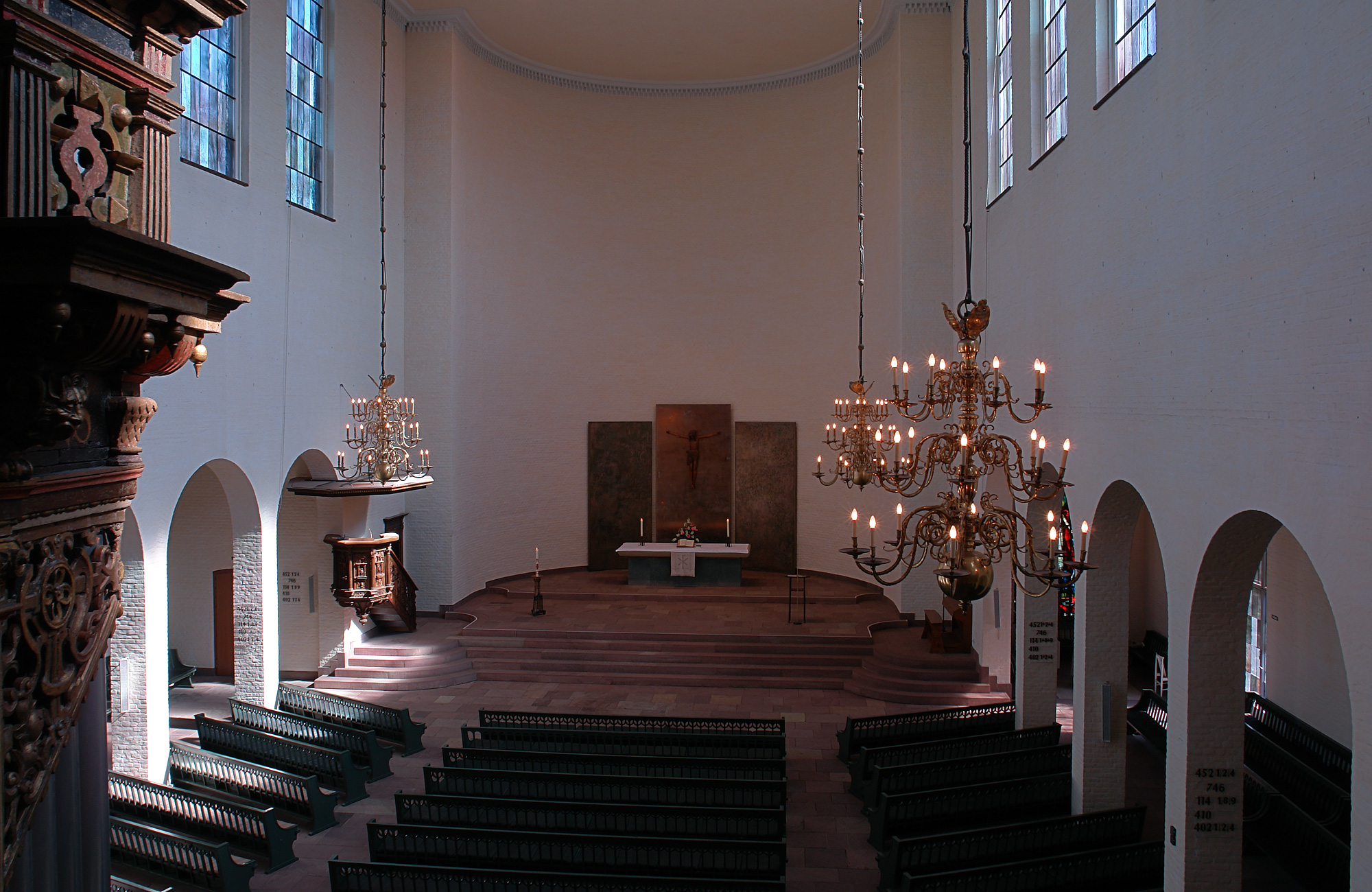
Blick von der Orgelempore, 2007

Altar mit Bronzetafeln (je 5 × 2 m)

Position der neuen Ansgarikirche: 53° 4′ 54″ N, 8° 49′ 54″ O
1948 entstand auf dem neuen Grundstück in der Hollerallee eine Notkirche aus einer Baracke, die der Kirchenvorstand nach Kriegsende angeschafft hatte. Das Grundstück wurde zunächst gepachtet, konnte dann aber angekauft werden. Als die Notkirche für die schnell wachsende Gemeinde zu klein wurde, drängten die Pastoren Claus Liske und Dr. Christel Matthias Schröder auf eine großzügigere Lösung. Man entschied sich für einen Kirchenneubau an dieser Stelle in der Annahme, dass in der zerstörten Innenstadt infolge steigender Grundstückspreise und hoher Baukosten kaum noch Gemeindemitglieder privat wohnen würden.
Nach der Grundsteinlegung 1955 konnte am 17. März 1957 die Einweihung der neuen Kirche gefeiert werden. Neubau von Kirche und Gemeindehaus erfolgten nach den Plänen und unter der Bauleitung des Architekten Fritz Brandt. Er sollte den Basilika-Typus des alten Baus wieder aufnehmen und angemessenen Raum schaffen für die geretteten Ausstattungsstücke aus der zerstörten Kirche. Außerdem gehörte zu seinem Bauauftrag ein großes Gemeindezentrum. Kirche und Gemeindezentrum stehen seit 1995 unter Denkmalschutz.

### Orgel

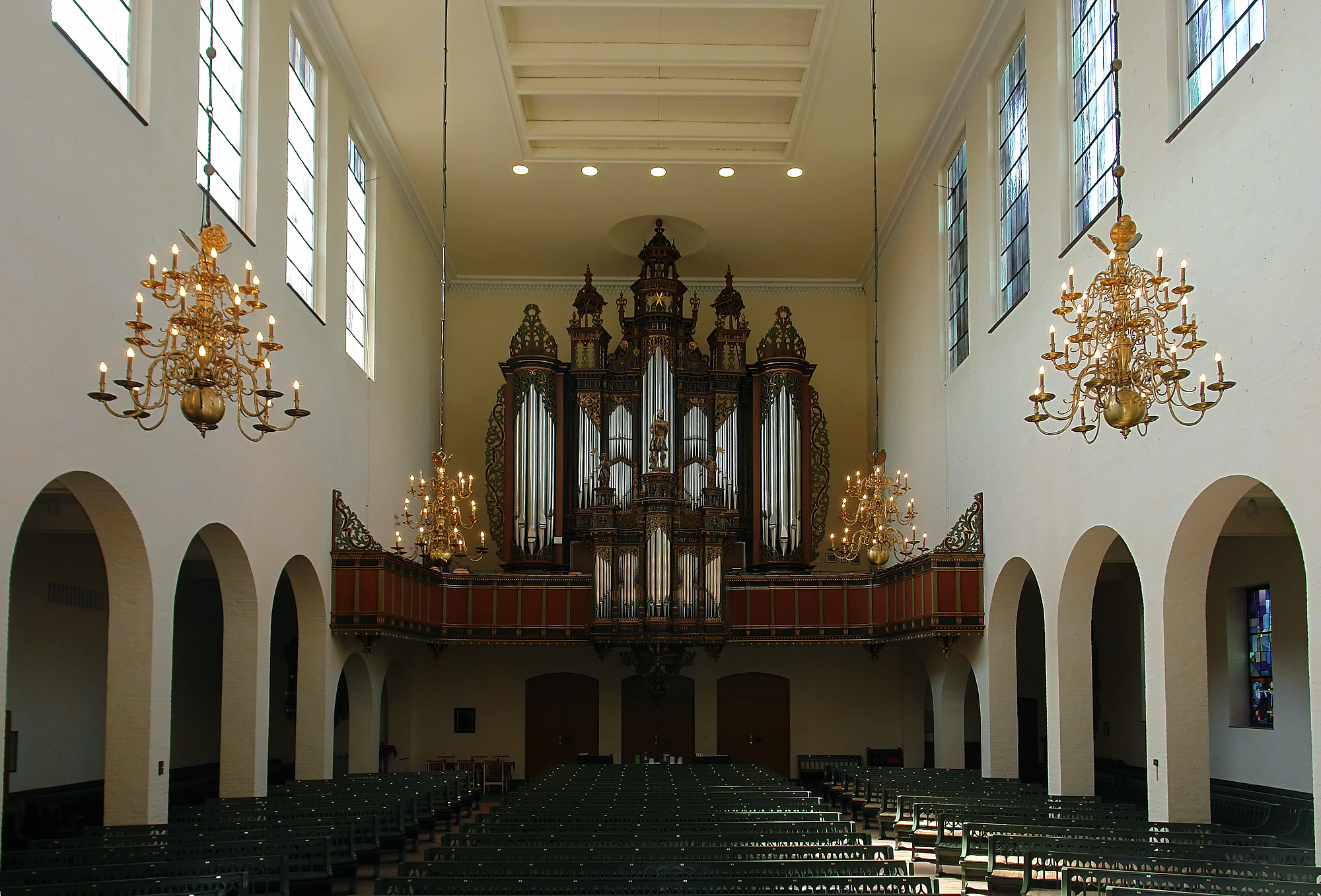
Orgelprospekt von 1611/1736

Das Orgelwerk von 1611 wurde beim Einsturz der alten St.-Ansgarii-Kirche zerstört. Erbauer war der aus den Niederlanden stammende Orgelbauer Marten de Mare, der 1595 das Bremer Bürgerrecht erworben hatte und 1603 bereits das Orgelwerk der Martinikirche lieferte.
Vor der Zerstörung geborgen und deshalb erhalten geblieben ist der Orgelprospekt mit den ornamentalen und figürlichen Schnitzereien, dessen Mittelteil aus dem Jahr 1611 stammt und dessen Farbigkeit der ursprünglichen Fassung entspricht. 1736 wurde die Orgel durch Reiner Caspary um zwei Pedaltürme ergänzt, deren Ornamentschmuck weniger variantenreich ist. Auf dem Rückpositiv stehen die Figuren zweier Herolde mit Fanfaren und König David mit der Harfe.
Der Einbau des etwa 14 Meter hohen Prospekts in die neue Kirche war problematisch. Geschaffen für einen Standort mit spitz zulaufendem Gewölbe, beansprucht er unter der flachen Decke eine enorme Raumhöhe. Als Lösung wurde das Hauptwerk tiefer angebracht als vorgesehen und für den mittleren Pfeifenturm eine kleine Kuppel geschaffen. Die klanglichen Nachteile dieser Notlösung wurden bei einer umfassenden Orgelrenovierung 1994 ausgeglichen.
Das Orgelwerk wurde 1958 von der Orgelbaufirma Alfred Führer (Wilhelmshaven) im historischen Gehäuse erbaut. Das Instrument hat 61 Register (4.427 Pfeifen) auf vier Manualen und Pedal mit mechanischen Schleifladen und Doppelregistratur. In den Jahren 1961, 1966 und 1975/76 wurden Änderungen in der ursprünglichen Disposition vorgenommen. Weitere Maßnahmen wurden 1994 im Rahmen einer Generalüberholung durchgeführt (Dispositionsänderungen, Winddruckerhöhung, Nachintonation, Einbau einer elektronischen Setzeranlage). Alle Arbeiten führte die Erbauerwerkstatt aus. 2021 wurde das Instrument durch die Orgelbaufirma Karl Schuke, Berlin saniert, geringfügig umdisponiert und mit einer neuen Setzeranlage ausgestattet. Die aktuelle Disposition:
| I Rückpositiv C–g3 |              |        |
| 1.                 | Praestant    | 8′     |
| 2.                 | Gedackt      | 8′     |
| 3.                 | Quintatön    | 8′     |
| 4.                 | Praestant    | 4′     |
| 5.                 | Rohrflöte    | 4′     |
| 6.                 | Principal    | 2′     |
| 7.                 | Waldflöte    | 2′     |
| 8.                 | Glöckleinton | 1′     |
| 9.                 | Tertian II   | 1 3⁄5′ |
| 10.                | Scharff IV   | 1′     |
| 11.                | Dulcian      | 16′    |
| 12.                | Krummhorn    | 8′     |
| 13.                | Schalmey     | 8′     |
|                    | Tremulant    |        |

| II Hauptwerk C–g3 |                |       |
| 14.               | Praestant      | 16′   |
| 15.               | Praestant      | 8′    |
| 16.               | Gambe          | 8′    |
| 17.               | Rohrflöte      | 8′    |
| 18.               | Principal      | 4′    |
| 19.               | Hohlflöte      | 4′    |
| 20.               | Quinte         | 2 ⁄3′ |
| 21.               | Prinzipal      | 2′    |
| 22.               | Kornett V      | 8′    |
| 23.               | Mixtur VII     | 2′    |
| 24.               | Terzzimbel III | 1⁄6′  |
| 25.               | Trompete       | 16′   |
| 26.               | Trompete       | 8′    |

| III Schwellwerk C–g3 |                         |       |
| 27.                  | Pommer                  | 16′   |
| 28.                  | Italienischer Principal | 8′    |
| 29.                  | Salicional              | 8′    |
| 30.                  | Vox coelestis           | 8′    |
| 31.                  | Principal               | 4′    |
| 32.                  | Flute douce             | 2′    |
| 33.                  | Quinte                  | 1 ⁄3′ |
| 34.                  | Mixtur V                | 2′    |
| 35.                  | Fagott                  | 16′   |
| 36.                  | Trompete                | 8′    |
| 37.                  | Oboe                    | 8′    |
| 38.                  | Clairon                 | 4′    |

| IV Kronpositiv C–g3 |               |        |
| 39.                 | Gedackt       | 8′     |
| 40.                 | Blockflöte    | 4′     |
| 41.                 | Nasard        | 2 ⁄3′  |
| 42.                 | Principal     | 2′     |
| 43.                 | Nachthornterz | 1 3⁄5′ |
| 44.                 | Scharff IV    | 1 ⁄3′  |
| 45.                 | Vox humana    | 8′     |
|                     | Tremulant     |        |
|                     | Zimbelstern   |        |

| Pedalwerk C–f1 |               |         |
| 46.            | Praestant     | 16′     |
| 47.            | Subbaß        | 16′     |
| 48.            | Zartbaß       | 16′     |
| 49.            | Quinte        | 10 2⁄3′ |
| 50.            | Principal     | 8′      |
| 51.            | Gedackt       | 8′      |
| 52.            | Choralbaß     | 4′      |
| 53.            | Gemshorn      | 4′      |
| 54.            | Nachthorn     | 2′      |
| 55.            | Mixtur III    | 2′      |
| 56.            | Mixtur V      | 2 ⁄3′   |
| 57.            | Posaune       | 32′     |
| 58.            | Posaune       | 16′     |
| 59.            | Bombarde      | 8′      |
| 60.            | Hohe Trompete | 4′      |
| 61.            | Cornett       | 2′      |

- Koppeln (als Pistons): I/II, III/II, IV/II, IV/III, I/P, II/P, III/P.
- Spielhilfen: Setzeranlage. Sequenzer vor und zurück. Schwelltritt für III. Manual.

Anmerkungen
1. ↑  1994 umbenannt. 1958: Prinzipal 8′.
2. ↑  1994 umbenannt. 1958: Quintade 8′.
3. ↑  1994 umbenannt. 1958: Prinzipal 4′.
4. ↑  1958: Scharff IV 1 1⁄3′.
5. ↑  1994, anstelle von Geigend Regal 4′ (1958).
6. ↑  1994 umbenannt. 1958: Prinzipal 16′.
7. ↑  1994 umbenannt. 1958: Prinzipal 8′.
8. ↑  Schuke 2021, anstelle von Gemshorn 8´ (1958).
9. ↑  1966, anstelle von Flachflöte 2´ (1958).
10. ↑  Ab f0, 1994, anstelle von Kornett III 2 2⁄3′ (1958).
11. ↑  1966 Reduzierung auf sieben Chöre.
12. ↑  1976, mit weiten Mensuren, anstelle einer 1961 hinzugefügten Terzzimbel III mit engen Mensuren.
13. ↑  1961, anstelle von Trompete 4′ (1958).
14. ↑  Schuke 2021, anstelle von Dulzflöte 8′ (1958).
15. ↑  Schuke 2021, anstelle von Gemshorn-Schwebung 8′ (1958).
16. ↑  1994 umbenannt. 1958: Französische Trompete 8′.
17. ↑  1994, anstelle von Zimbel III 1⁄3′ (1958).
18. ↑  1994 umbenannt. 1958: Prinzipal 2'.
19. ↑  1994, anstelle von Rauschquint II 1 1⁄3′+1′ (1958).
20. ↑  Dispositionsblatt mit Foto, veröffentlicht von Alfred Führer Orgelbau, Wilhelmshaven, 1958.
21. ↑  1994 umbenannt. 1958: Gedacktbaß 8′.
22. ↑  1994, anstelle von Rauschwerk IV 2 2⁄3′ (1958).
23. ↑  1994, anstelle von Mixtur VII 4′ (1958).
24. ↑  1994 umbenannt. 1958: Trompete 16′.
25. ↑  1994 umbenannt. 1958: Singend Cornett 2′.

### Glocken
Schon für die alte St.-Ansgarii-Kirche hatte die Glockengießerei Otto aus Hemelingen im Jahr 1933 eine Uhrenglocken gegossen (Ton: e'', Durchmesser: 610 mm). Heute besitzt die St.-Ansgarii-Kirche zu Bremen neben einer alten Glocke von Ghert Klinghe insgesamt sechs Glocken. Das Hauptgeläut hat die Schlagtonfolge a° – c' – d' – f' – g'. Die große a°-Glocke wurde 1960 gegossen, die anderen 1957, alle bei der Glockengießerei Otto in Bremen-Hemelingen. Die Glocken haben folgende Durchmesser: 1832 mm, 1563 mm, 1392 mm, 1171, 1043 mm und wiegen ca. 4.000 kg, 2.484 kg, 1.771 kg, 1.045 kg und 694 kg. Eine weitere, kleinere Glocke mit dem Schlagton a' stammt aus dem Vorgängerbau und wurde 1456 von Ghert Klinghe gegossen.
Läutzeiten an wöchentlichen Gottesdiensten: Sonntag 9.50 Uhr, Samstag 17.45 Uhr.
2010 wurden statische Probleme der Glockenaufhängung im Turm bekannt, die dazu führten, dass nach Angaben des Bauherren der Läutebetrieb eingeschränkt bleiben muss: Derzeit sind die größte Glocke wegen eines Schadens an der Aufhängung sowie die kleinste Glocke stillgelegt, da von ihr im Läutebetrieb zu starke Schwingungen ausgehen. 2013 wurde die gesamte Glockenanlage saniert und die vordem offenen Schallöffnungen geschlossen. Das Geläut hat dadurch klanglich sehr gewonnen. Die alte Klinghe-Glocke kann aus technischen Gründen nur solistisch geläutet werden.

### Kanzel

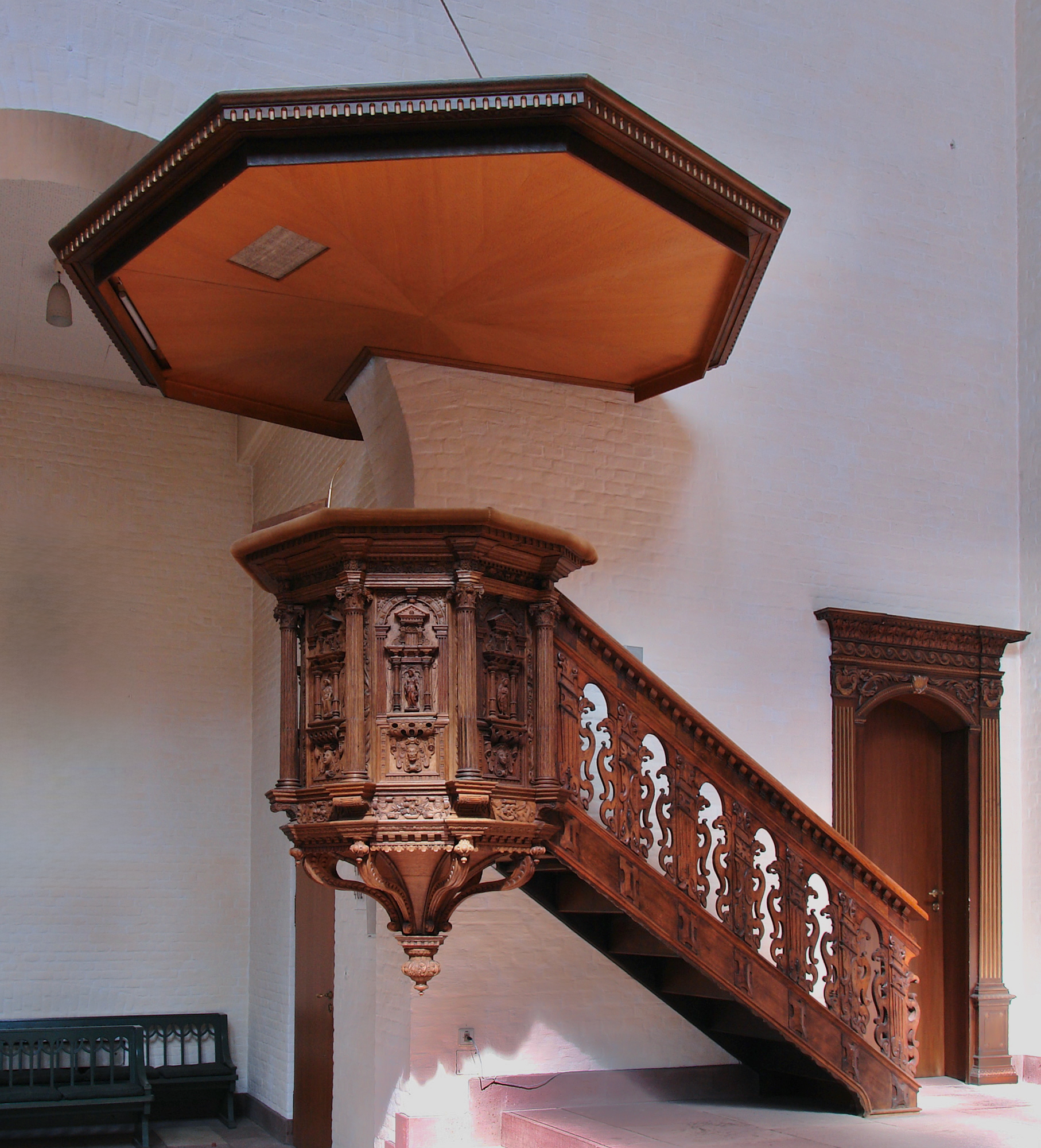
Kanzel von 1592

Die Kanzel wurde 1592 wohl in der Werkstatt des Bremer „Snitgers“ (Bildschnitzers) Hermen Wulff geschaffen, der in Bremen 1583 erstmals erwähnt wird und in den folgenden Jahrzehnten in den Rechnungsbüchern des Rathauses und St. Martini häufig vorkommt. Der Kanzelkorb zeigt auf den fünf Seiten, gerahmt von Renaissance-Architekturen, fünf allegorische Frauenfiguren, sie stellen die Tugenden Patientia (Geduld), Justitia (Gerechtigkeit), Fortitudo (Stärke, Beharrlichkeit), Caritas (Liebe) und Fides (Glaube) dar. Im Zweiten Weltkrieg wurde die Kanzel ausgelagert und überstand, bis auf den Schalldeckel, die Bombenzerstörungen. Nach dem Krieg wurde sie restauriert und die (nicht ursprüngliche) farbige Fassung entfernt.

### Seitenfenster
Anlässlich des 1100. Todestages Ansgars im Jahre 1965 erhielt die Kirche im nördlichen Seitenschiff Fenster mit Szenen aus dem Lebens St. Ansgars, geschaffen vom Münchner Künstler Helmut Ammann. Schon in der alten St.-Ansgarii-Kirche hatte es Fresken mit Szenen aus dem Leben des „Apostels des Nordens“ gegeben.

## Gemeinde
In ihrem Leitbild, das der Konvent am 11. Juni 2006 beschlossen hat, führt die Gemeinde ihr Selbstverständnis zurück auf das Wort Gottes in der Bibel und im Evangelium und den Reformator Heinrich von Zütphen, der in seinen Predigten an St. Ansgarii Anstoß zur Befreiung und Veränderung gegeben hat.
Gottesdienste mit Taufen werden sonntags um 10 Uhr, an Feiertagen auch zu anderen Zeiten gehalten. Angeboten werden Spiel- und Arbeitskreise für alle Altersgruppen.
Zur Kantorei gehören ein Chor mit 120 Mitgliedern sowie ein Posaunenchor. Der Gemeinnützige Verein Bremische Musikpflege St. Ansgarii e. V. wurde 1987 zur Förderung der kirchenmusikalischen Arbeit gegründet. Er leistet finanzielle und ideelle Unterstützung für öffentliche Konzerte und hilft bei der Beschaffung von Arbeitsmitteln.

### Kirchenleitung
Die Angelegenheiten der Gemeinde werden vom Konvent – einer Art Vollversammlung der Gemeinde –, dem Kirchenvorstand, den Bauherren, den Pastoren und der Diakonie wahrgenommen. Der Kirchenvorstand ist das zentrale Gremium der Gemeinde. Er steuert die wesentlichen organisatorischen und inhaltlichen Dinge des Gemeindelebens und setzt sich zusammen aus fünf männlichen und fünf weiblichen Gemeindemitgliedern, den Bauherren, den beiden Pastoren, zwei von der Diakonie bestimmten Diakonen und den Vertretern der Gemeinde im Kirchentag. Den Bauherren obliegt, in Abstimmung mit den Pastoren, die Leitung und Verwaltung der Gemeinde, der/die verwaltende Bauherr/in führt die Geschäfte der laufenden Verwaltung und die Rechnung der Gemeinde.

## Bekannte Prediger an St. Ansgarii
- Heinrich von Zütphen predigte ab 1522 in der St.-Ansgarii-Kapelle.
- Christoph Pezel folgte 1581 einem Ruf der Stadt und ordnet das Kirchenwesen auf die Bremer Confession (Consensus Bremensis von 1595).[31]
- Urban Pierius folgte 1599 einem Ruf nach Bremen als Pastor und wurde 1604 Superintendent.
- Philipp Caesar wurde 1616 erster Prediger an St. Ansgarii.
- Friedrich Adolf Lampe kam 1727 als Prediger an St. Ansgarii.
- Johann Caspar Häfeli war von 1793 bis 1805 Prediger.
- Friedrich Köppen war von 1804 bis 1807 Prediger.
- Christian Carl Gambs war von 1807 bis 1822 (?) Prediger.
- Bernhard Dräsecke wurde 1814 zum Dritten Pfarrer der Gemeinde gewählt.
- Friedrich Adolf Krummacher wurde 1824 Pfarrer an St. Ansgarii.
- Julius Bode wurde 1908 Pastor der Gemeinde, er galt als politischer Pastor.
- Christel Matthias Schröder, Pastor seit 1951, Theologe und Literaturwissenschaftler.